# Dipodidae
Los dipódidos (Dipodidae) son una familia de mamíferos roedores miomorfos que pertenecen al orden de los roedores (Rodentia) y se distribuyen principalmente por las regiones áridas y semiáridas de Asia, África del Norte y el Medio Oriente. Esta familia incluye más de 50 especies actuales entre 16 géneros. Entre ellas figuran los jerbos y los sicistas.
Estos animales son fascinantes tanto por sus adaptaciones morfológicas como por su comportamiento. El grupo de los jerbos se caracteriza por su cuerpo ágil, con largas patas traseras que les permiten saltar grandes distancias, lo que los hace especialmente adaptados a su entorno desértico o semidesértico. A menudo se les asocia con el hábitat de dunas de arena, donde su agilidad y su capacidad para excavar túneles les brindan refugio y protección frente a las altas temperaturas del día y las bajas temperaturas de la noche. En su mayoría, los jerbos son nocturnos, lo que les ayuda a evitar la deshidratación durante las horas de intenso calor y a aprovechar las temperaturas más frescas de la noche para forrajear. A lo largo de la evolución, estos roedores han desarrollado diversas estrategias para sobrevivir en condiciones extremas, como la capacidad de almacenar alimentos en sus madrigueras, lo que les permite enfrentar periodos de escasez. Además, sus dietas varían según el entorno, aunque por lo general se alimentan de semillas, raíces e incluso insectos.

## Anatomía y características corporales

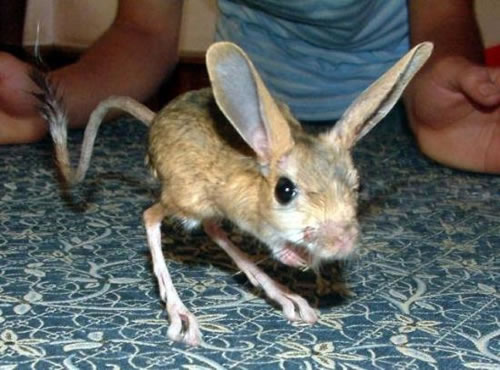
Scarturus tetradactylus, jerbo de cuatro dedos.

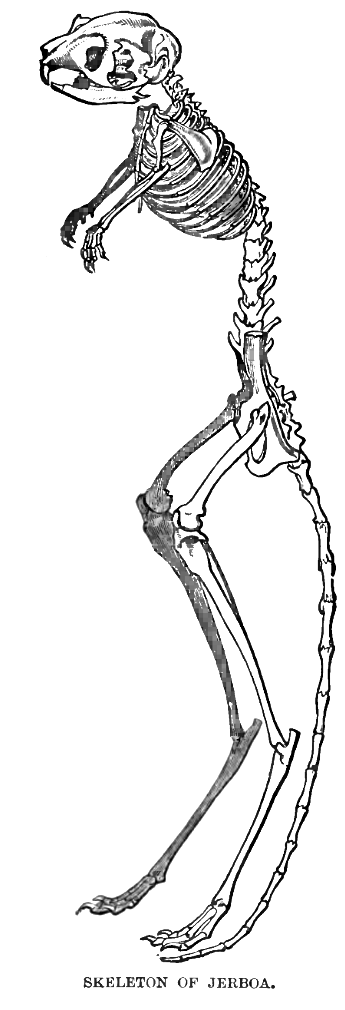
Esqueleto de un jerbo (según ilustración de Richard Lydekker (1849-1915) en The Royal Natural History Volume 3 (P. L. Sclater).

Los dipódidos son pequeños y medianos roedores, que van desde 4 a 26 cm de longitud, exceptuando la cola. Todos ellos están adaptados para saltar, aunque en diferentes grados. Los jerbos tienen muy largas patas traseras. Se mueven bien, saltando, o caminando sobre sus patas traseras. La mayoría de los dipódidos tienen colas largas para ayudar a su equilibrio. Los sicistas tienen pies y colas más cortas, pero también avanzan saltando.
Los jerbos se parecen a los canguros en miniatura y tienen algunas similitudes externas. Ambos tienen las patas traseras largas, las delanteras cortas y la cola larga. Los jerbos se mueven de forma similar a los canguros, es decir, saltando. Sin embargo, al examinarlos de cerca, su locomoción difiere: Además de la velocidad, hacen uso de giros bruscos y grandes saltos verticales, para confundir y escapar de los depredadores. También, a diferencia de los canguros, los tendones primarios de las extremidades posteriores sólo recuperan y reutilizan alrededor del 3,1-14,3% de la energía aportada al salto, inferior a la de muchos animales saltadores.
Al igual que otros animales bípedos, su foramen magnum -el orificio en la base del cráneo- está desplazado hacia delante, lo que mejora la locomoción a dos patas. La cola de un jerbo puede ser más larga que su cabeza y su cuerpo, y es habitual ver un grupo de pelo blanco al final de la cola. Los jerbos utilizan su cola para equilibrarse cuando saltan y como apoyo cuando se sientan erguidos. El pelaje de los jerbos es fino y suele ser del color de la arena. Este color suele coincidir con el hábitat del jerbo (un ejemplo de coloración críptica). Algunas especies de la familia de los jerbos tienen las orejas largas como un conejo, mientras que otras tienen las orejas cortas como las de un ratón o una rata.

## Historia natural
La mayoría son omnívoros, con una dieta consistente en semillas e insectos. Algunas especies, sin embargo, como Allactaga sibirica, son casi exclusivamente insectívoras. Al igual que otros roedores, se han separado de los incisivos.
La mayoría hacen sus nidos en madrigueras, que, en el caso de los jerbos, pueden ser complejas, con cámaras para el almacenamiento de alimentos. A diferencia de los ratones, quienes a veces optan por utilizar las madrigueras de otras especies, y no cavan sus propias madrigueras, además que anidan entre densa vegetación. La mayoría de las especies acumulan grandes cantidades de grasa antes de hibernar.
Los dipódidos pueden dar a luz a camadas de entre dos a siete crías después de un período de gestación de entre 17 y 42 días. Se reproducen una o dos veces al año, dependiendo de la especie.

## Dieta
La mayoría de los jerbos dependen de la materia vegetal como principal componente de su dieta, pero no pueden comer semillas duras. Algunas especies comen de forma oportunista otros jerbos y otros animales con los que se cruzan. A diferencia de los Gerbillinae, no se sabe que los jerbos almacenen su comida.
Se sabe que algunas especies de jerbos tienen una dieta que consiste en insectos, plantas y, a veces, semillas. Utilizan sus dos patas delanteras para recoger comida.
Los jerbos no beben agua, sino que la obtienen de los alimentos que ingieren. A los jerbos les gustan las plantas del desierto; son mejores cuando están húmedas pero cuando se secan los jerbos desenterrarán las plantas y comerán las raíces porque esa parte de la planta contiene la mayor cantidad de agua. Los jerbos también intentarán minimizar la pérdida de agua alimentándose por la noche, cuando hace más fresco en el desierto.

## Comportamiento
La locomoción bípeda de los jerbos implica movimientos de salto, salto y carrera, asociados a cambios de velocidad y dirección rápidos y frecuentes, difíciles de predecir, que facilitan la evasión de los depredadores en comparación con la locomoción cuadrúpeda. Esto puede explicar por qué la evolución de la locomoción bípeda se ve favorecida en los roedores que viven en el desierto y que buscan comida en hábitats abiertos.
Los jerbos son más activos en el crepúsculo (crepuscular). Durante el calor del día, se refugian en madrigueras. Por la noche, salen de las madrigueras debido a la temperatura más fría de su entorno. Cavan las entradas de su madriguera cerca de la vegetación, especialmente en los bordes de los campos. Durante la temporada de lluvias, hacen túneles en montículos o colinas para reducir el riesgo de inundación. En verano, las jerbos que ocupan las madrigueras taponan la entrada para mantener fuera el aire caliente y, según especulan algunos investigadores, a los depredadores. En la mayoría de los casos, las madrigueras se construyen con una salida de emergencia que termina justo debajo de la superficie o se abre en la superficie pero no está fuertemente obstruida. Esto permite al jerbo escapar rápidamente de los depredadores. 
Los jerbos emparentados suelen crear cuatro tipos de madrigueras. Una madriguera temporal, diurna, que utilizan para cubrirse mientras cazan durante el día. Tienen una segunda madriguera temporal que utilizan para cazar por la noche. También tienen dos madrigueras permanentes: una para el verano y otra para el invierno. La madriguera permanente de verano se utiliza activamente durante todo el verano y en ella se crían las crías. Los jerbos hibernan durante el invierno y utilizan la madriguera permanente de invierno para ello. Las madrigueras temporales son más cortas que las permanentes.  Al igual que otros animales que hibernan, estas criaturas son más pesadas antes de la hibernación, específicamente en los sitios no pastoreados (Shuai). Además, la mayor disponibilidad de alimentos durante la prehibernación contribuye a una mayor masa corporal de jerbos en las regiones no pastoreadas, y atrae a más jerbos a migrar a zonas no pastoreadas durante la poshibernación. El pastoreo afecta negativamente a la población de jerbos antes y después de la hibernación, pero no a la tasa de supervivencia.

## Comunicación y percepción
Muchas especies de la familia Dipodidae se bañan en polvo, a menudo como una forma de comunicarse químicamente. Su agudo oído sugiere que pueden usar sonidos o vibraciones para comunicarse.

## Reproducción
Los sistemas de apareamiento de especies estrechamente relacionadas de la familia Dipodidae sugieren que podrían ser polígamos. En algunas especies de jerbos estrechamente relacionadas, el apareamiento suele ocurrir poco después de despertar de la hibernación. La hembra se reproduce dos veces en verano y cría de dos a seis crías. La gestación dura entre 25 y 35 días. Se sabe poco sobre la inversión parental en los jerbos orejudos. Como la mayoría de los mamíferos, las hembras amamantan y cuidan a sus crías al menos hasta el destete.
Las condiciones de alimentación suelen ser abundantes en primavera y verano. En esta época, también aumentan las tasas de reproducción en los jerbos. Los jerbos tienen células que producen hormonas sexuales, conocidas como la hormona liberadora de gonadotropina (GnRH). Estas células se activan al máximo entre marzo y julio. Estas células dejan de producir GnRH en otoño y entonces termina la temporada de apareamiento del jerbo.
Los jerbos son criaturas solitarias. Una vez que alcanzan la edad adulta, suelen tener su propia madriguera y buscan la comida por su cuenta. Sin embargo, pueden formarse ocasionalmente "colonias sueltas", en las que algunas especies de jerbos cavan madrigueras comunales que ofrecen calor adicional cuando hace frío en el exterior.

## Taxonomía
Se pensaba que los jerbos, como se definieron previamente, eran parafiléticos, y que los ratones saltadores (Zapodidae) y los ratones de los abedules (Sicista) (Sminthidae) también se clasificaban en la familia Dipodidae. Sin embargo, el análisis filogenético dividió a las tres familias en distintas, dejando solo a los jerbos en Dipodidae y revelando que eran un grupo monofilético.
Este animal tiene una longitud corporal (incluida la cabeza) de entre 4 y 26 cm (1,6 a 10 pulgadas), con una cola adicional de 7 a 30 cm (2,75 a 12 pulgadas), que siempre es más larga que el cuerpo completo.
Los registros dentales de los jerbos revelan un lento aumento de la altura de la corona, lo que corresponde a un ecosistema más abierto y seco.

### Géneros
- Familia Dipodidae
  - Subfamilia Sicistinae

- -     - Sicista

  - Subfamilia Zapodinae
    - Eozapus
    - Napaeozapus
    - Zapus

  - Subfamilia Allactaginae

- -     - Allactaga
    - Allactodipus
    - Pygeretmus

  - Subfamilia Cardiocraniinae
    - Cardiocranius
    - Salpingotulus
    - Salpingotus

  - Subfamilia Dipodinae

- -     - Dipus
    - Eremodipus
    - Jaculus
    - Paradipus
    - Stylodipus

  - Subfamilia Euchoreutinae

- -     - Euchoreutes

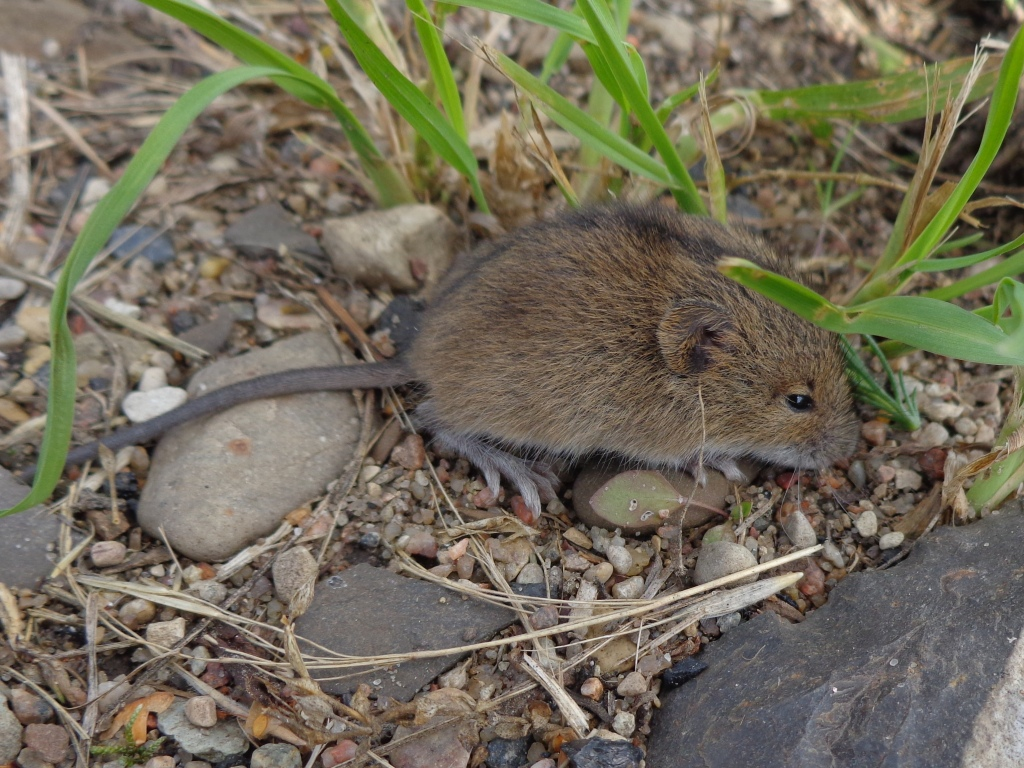
Sicista betulina.

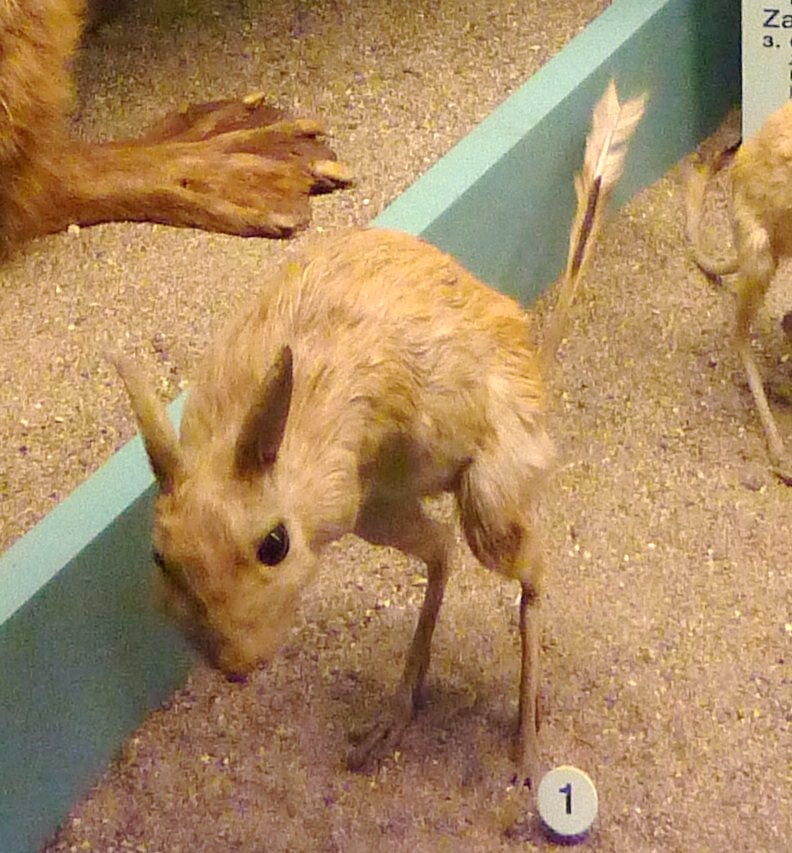
Allactaga sibirica.

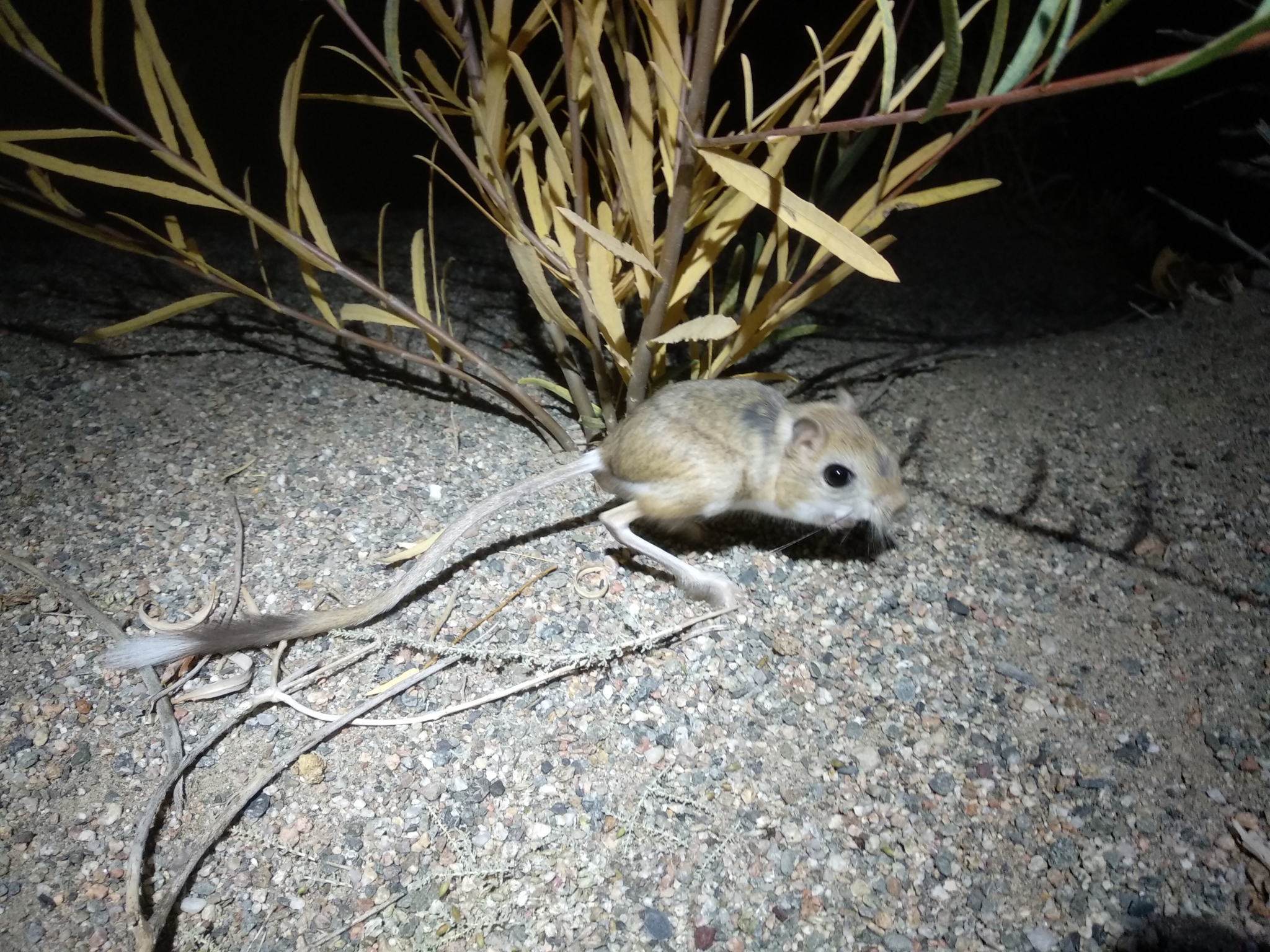
Dipus sagitta.

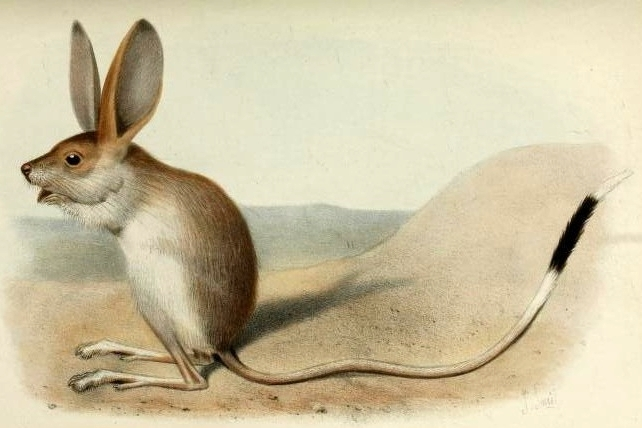
Euchoreutes naso.

Además, se conocen los siguientes géneros extintos:
- †Brachyscirtetes Schaub, 1934
- †Heosminthus Wang, 1985
- †Heterosminthus Schaub, 1930
- †Lophocricetus Schlosser, 1924
- †Paralactaga Young, 1927
- †Parasminthus Bohlin, 1946
- †Proalactaga Savinov, 1970
- †Protalactaga Young, 1929
- †Sinozapus Qiu & Storch, 2000
- †Sminthoides Schlosser, 1924